# Université de Łódź

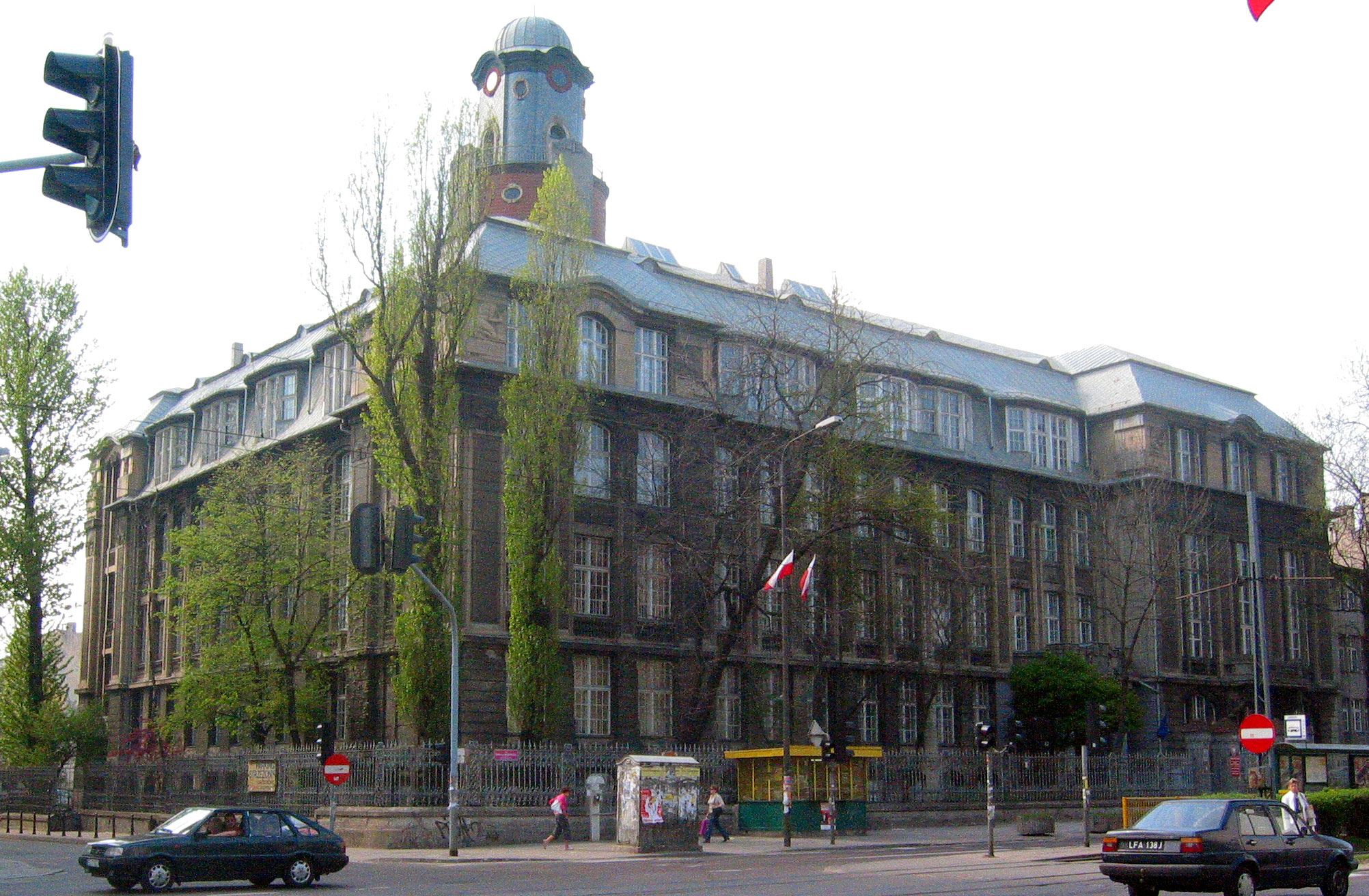
Faculté de philologie de l'université de Łódź.

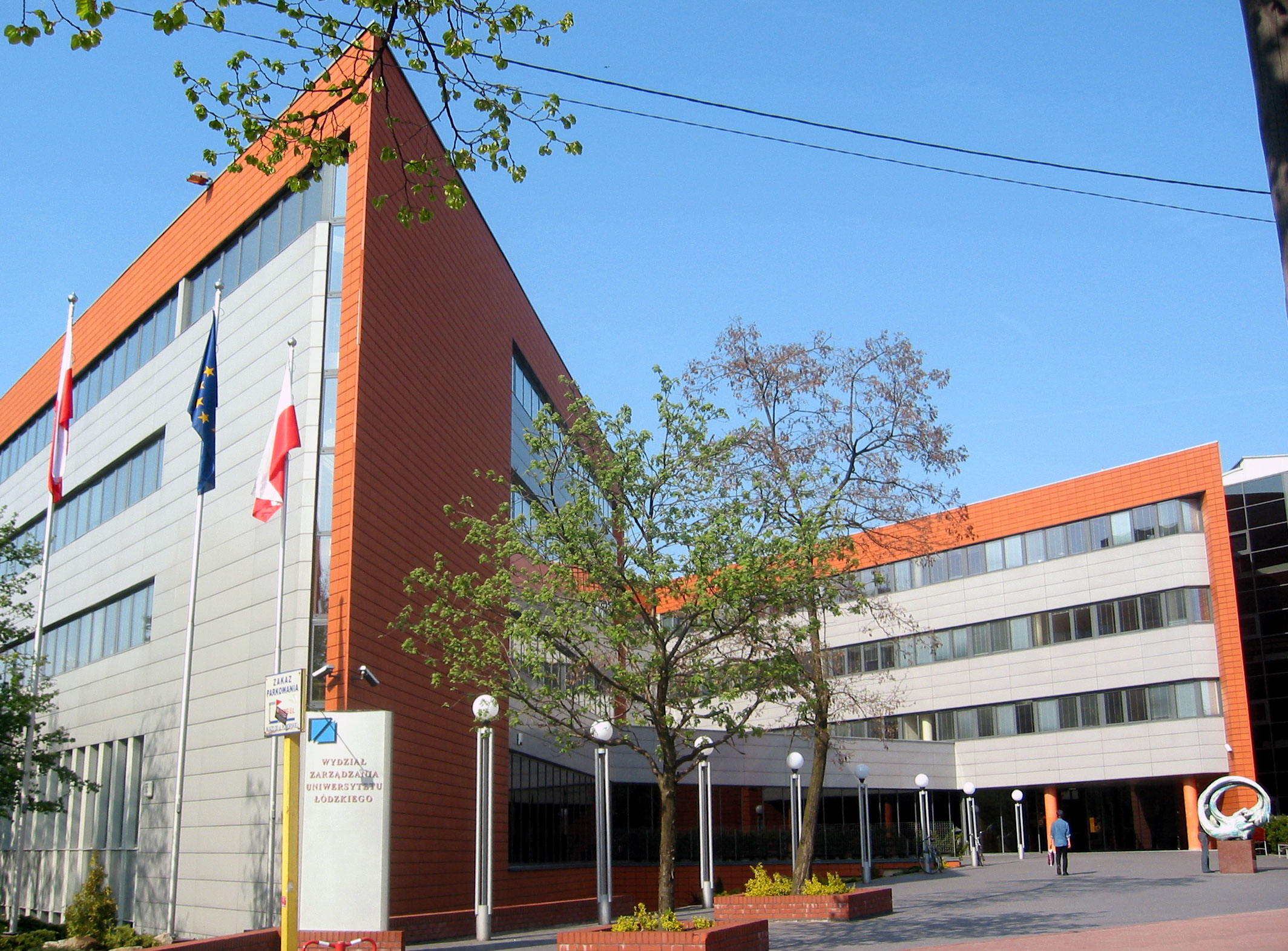
Faculté de gestion de l'université de Łódź.

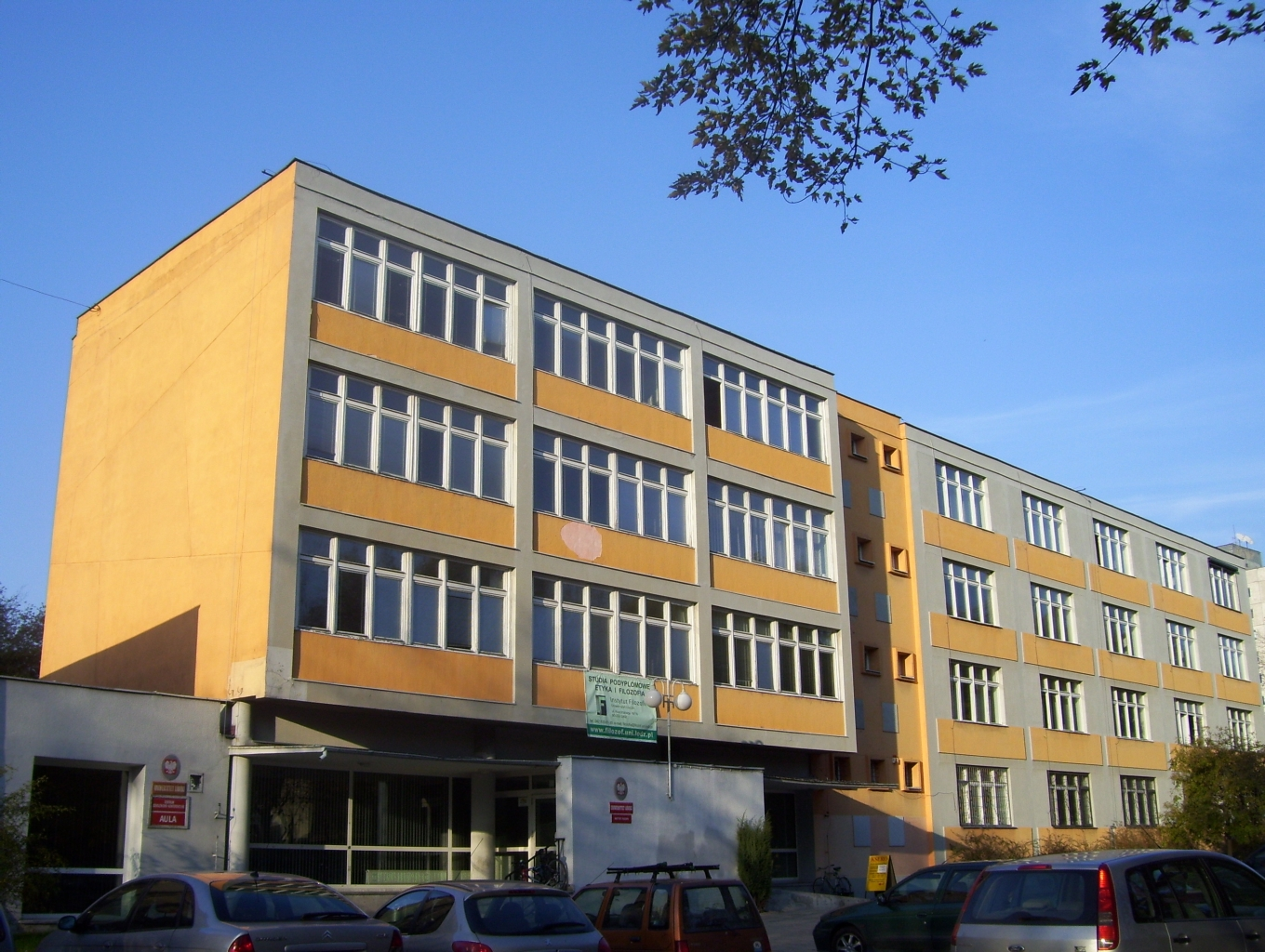
Faculté de philosophie de l'université de Łódź.

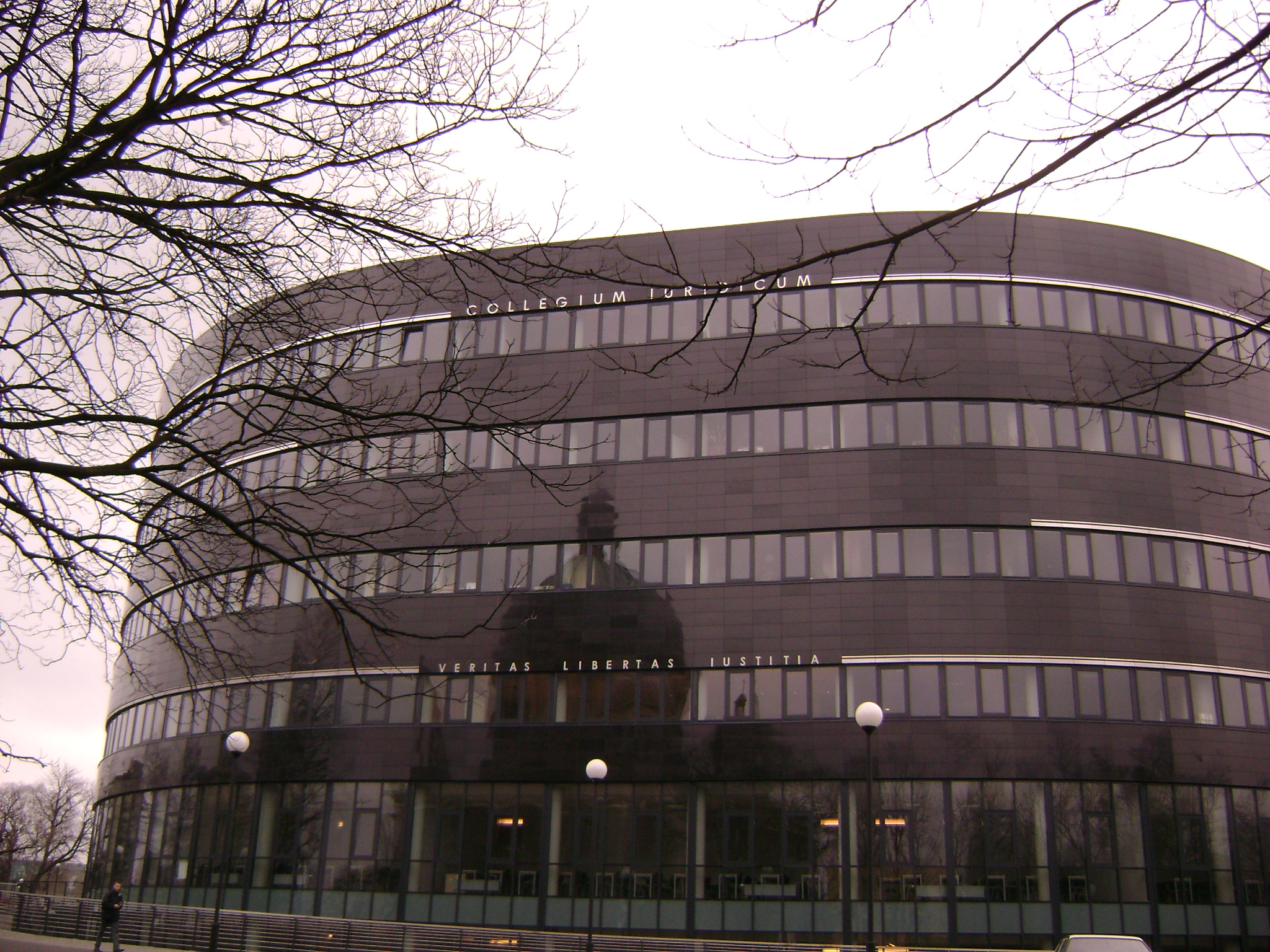
Faculté de droit de l'université de Łódź.

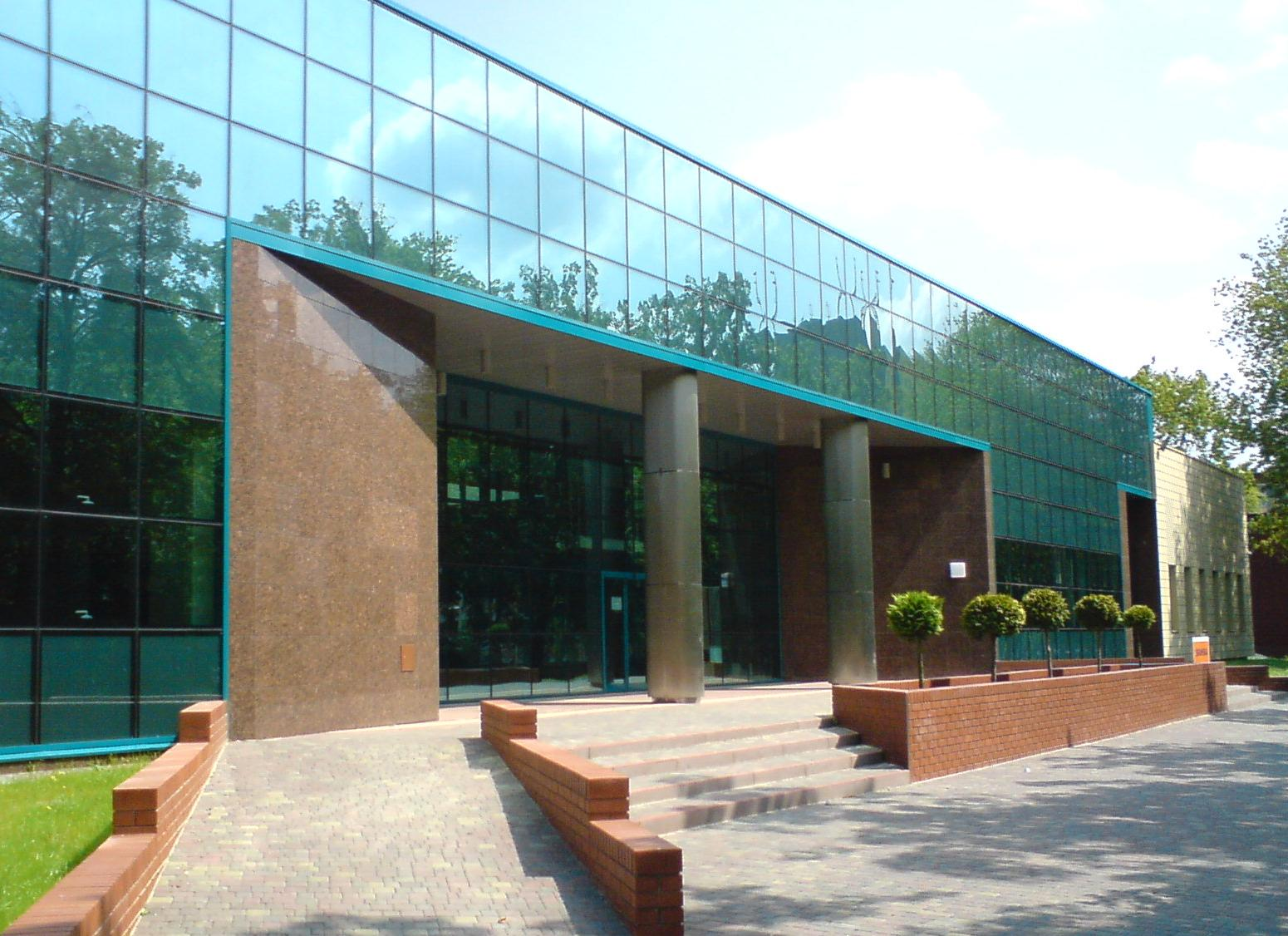
Faculté de biologie moléculaire de l'université de Łódź.

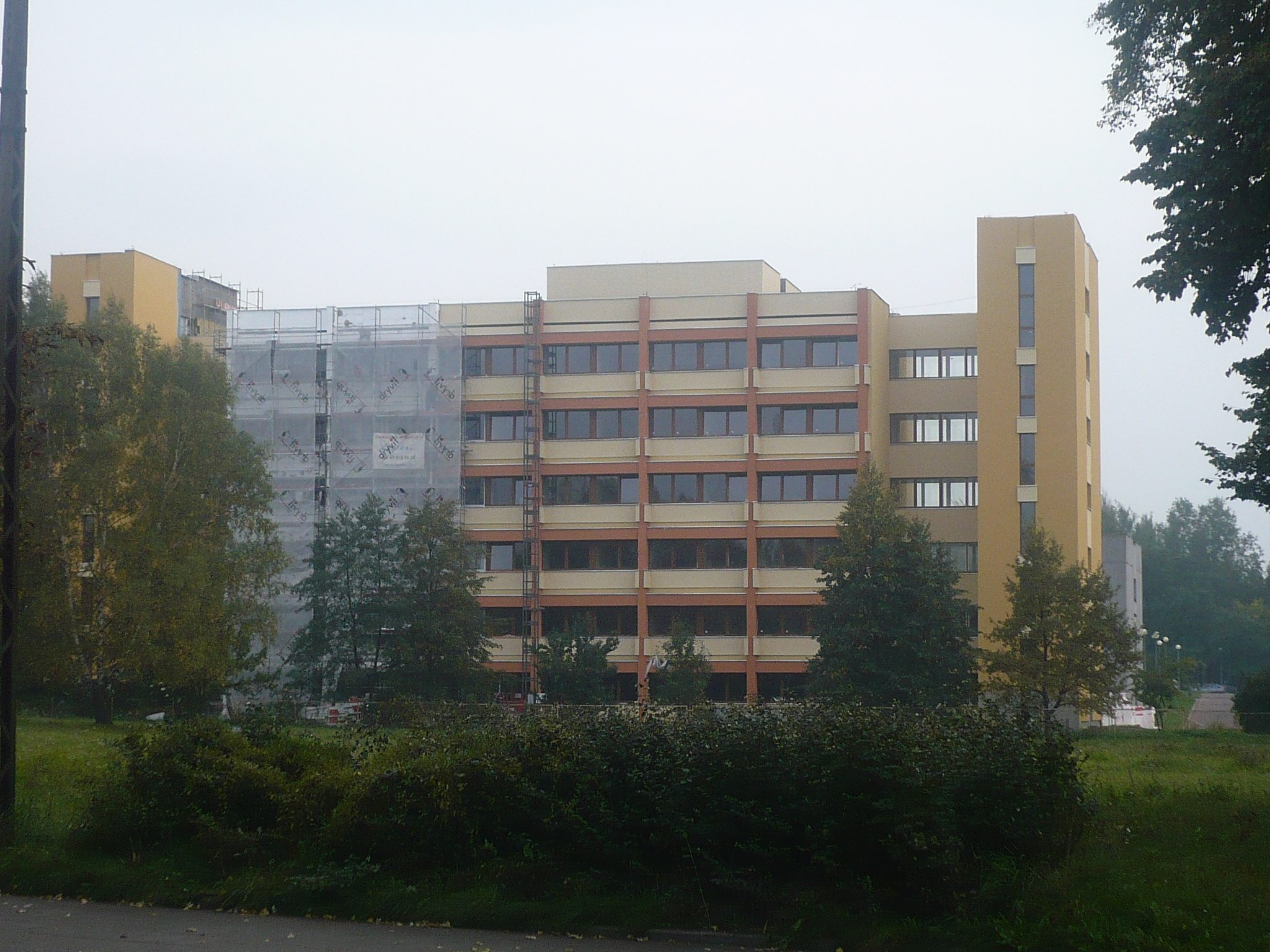
Faculté de physique appliquée de l'université de Łódź.

Ne doit pas être confondu avec Université polytechnique de Łódź.
L'université de Łódź (polonais : Uniwersytet Łódzki) ouvrit ses portes le 24 mai 1945 à Łódź en Pologne, juste après la capitulation allemande et la fin de la Seconde Guerre mondiale en Europe.
À ses débuts, l'université de Łódź regroupait en son sein les formations et cursus existants pendant l'entre-deux-guerres, notamment l'Institut de formation des enseignants, l'École supérieure de sciences sociales et économiques Wyższa Szkoła Nauk Społecznych i Ekonomicznych et une branche de l'université libre polonaise (Wolna Wszechnica).

## Présentation générale
L'université de Łódź, durant l'année universitaire 2009-2010, comptait plus de 47 000 étudiants. L'université emploie 2 600 enseignants-chercheurs (dont plus de 200 professeurs, 300 maîtres-assistants et près de 900 médecins).
L'université de Łódź est la plus ancienne université polonaise pour l'accueil des étudiants étrangers, près de 300 étudiants étrangers étudient à Łódź.
La Bibliothèque de l'université de Łódź (connue sous le nom « BULA ») est l'une des plus grandes bibliothèques universitaires de Pologne, avec environ 3 millions de volumes.
L'université de Łódź utilise 82 bâtiments administratifs et universitaires, d'une superficie de près de 174 000 m² et 6 stations scientifiques. L'université possède 11 foyers d'étudiants avec plus de 4 000 résidents.

## Facultés
Biologie et de la protection de l'environnement
- Institut de biochimie
- Institut de biophysique
- Institut de physiologie, la cytologie et cytogénétique
- Institut de microbiologie, la biotechnologie et d'immunologie
- Institut de protection de l'écologie et l'environnement

Chimie
Sociologie économique
- Institut d'économétrie
- Institut d'économie
- Institut d'économie appliquée et de l'informatique
- Institut de finance, banque et assurance
- Institut d'Aménagement
- Institut de sociologie
- Institut de la statistique et la démographie

Philologie
- Institut d'études anglaises
- Institut d'études russes
- Institut de philologie polonaise
- Institut de théorie de la littérature, théâtre et arts audiovisuels

Philosophie et histoire
- Institut d'archéologie
- Institut d'ethnologie et d'anthropologie culturelle
- Institut de philosophie
- Institut d'histoire

Physique et informatique appliquée
- Mathématiques et Informatique

Sciences géographiques
- Institut de géographie urbaine et du tourisme
- Institut de géographie socio-économique et l'organisation de l'espace

Institut des sciences de la Terre
Sciences de l'éducation
Institut de psychologie
Droit et administration
Études internationales et politiques
- Institut de hautes études internationales
- Institut d'études politiques

Management et sciences humaines
- Faculté des langues
- Faculté de philosophie et d'histoire
- Faculté des études politiques et internationales

## Interdisciplinarité et diplômes
Depuis l'année 2002 a été proposé le diplôme d'études interdisciplinaires en mathématiques et en sciences naturelles, les étudiants peuvent choisir une orientation vers la biologie, la chimie, la physique, l'informatique et les mathématiques.
L'Université de Łódź réalise une large palette de doctorats, dont près de 860 doctorants.

## Partenariats
L'Université de Łódź a des partenariats avec d'autres universités européennes ; double diplôme en gestion avec l’université de Lyon III, de traduction avec l’université de Strasbourg II, droit européen et international des affaires université François-Rabelais de Tours, Master juriste européen en linguistique informatique d'anglais avec l'Université de Lancaster et d'un MBA de l'Université du Maryland. L'université participe également à un projet qui favorise l'apprentissage à distance, appuyé par l'USAID et le programme MOST qui permet de maintenir des études universitaires en polonais.
L'Université de Łódź a signé des accords de coopération avec 84 universités dans 25 pays.
L'université de Łódź participe à de nombreux programmes internationaux, (Socrates, Erasmus, Tempus, Inco-Copernicus, ACE, Jean Monnet, CEEPUS. L'Université de Łódź est membre des organisations internationales : European University Association (EUA), l'Association européenne des Écoles de la planification (OP DEA), l'Alliance des Universités pour la démocratie, et membre du réseau Groupe des Universités Compostelle.

## Centres de recherches
L'Université a créé depuis un certain nombre d'années des centres de recherches tels que le Centre de recherches européennes, le Centre de recherches et d'études en traduction, le Centre de recherche scientifique de l'aménagement de la politique européenne et du développement local, le Centre de recherches de la pensée chrétienne et le Centre du Comité polonais pour la coopération avec l'Alliance française.

## Personnalités liées à l'université

### Recteurs
- 1945-1949 : Tadeusz Kotarbiński
- 1949-1952 : Józef Chałasiński
- 1952-1956 : Jan Szczepański
- 1956-1962 : Adam Szpunar
- 1962-1965 : Stefan Hrabec
- 1965-1968 : Józef Stanisław Piątowski
- 1968 : Witold Janowski, intérim
- 1968-1969 : Andrzej Nadolski
- 1969-1972 : Zdzisław Skwarczyński
- 1972-1975 : Janusz Górski
- 1975-1981 : Romuald Skowroński
- 1981-1984 : Jerzy Wróblewski
- 1984-1990 : Leszek Wojtczak
- 1990-1996 : Michał Seweryński
- 1996-2002 : Stanisław Liszewski
- 2002-2008 : Wiesław Puś
- 2008-2016 : Włodzimierz Nykiel
- 2016-2020 : Antoni Różalski
- Depuis 2020 : Elżbieta Żądzińska

### Professeurs
- Zbigniew Rau, professeur de droit.

### Étudiants
- Marek Belka, économiste et homme politique polonais  social-démocrate.
- Cezary Grabarczyk, homme politique polonais libéral.
- Jerzy Kropiwnicki, économiste et homme politique polonais.
- Krzysztof Kwiatkowski, homme politique polonais, ancien ministre de la Justice de Pologne.
- Tatiana Okupnik, chanteuse polonaise.
- Jacek Olczak, PDG de Philip Morris International
- Paweł Rogaliński, journaliste polonais, blogueur et éditeur.
- Jacek Saryusz-Wolski, député au Parlement européen pour la Pologne.
- Andrzej Sapkowski, écrivain polonais d'histoires fantastiques  et de fantasy.

## Bibliothèque
La bibliothèque de l'Université de Łódź est l'une des bibliothèques universitaires les plus grandes et les plus modernes d'Europe centrale. En dehors de la Bibliothèque de l'Université principale, il existe 106 bibliothèques annexes et leurs collections sont adaptées aux activités scientifiques et didactiques des institutions. Le nombre de détenteurs de cartes de bibliothèque enregistrées est maintenant de plus de 20 000.